# 長方角殼灰介
長方角殼灰介（学名：Cornucoquimba subquadrilateria）为半花介科角殼灰介屬下的一个种。